# Лаге (Пейпсіяере)
Ла́ге (ест. Lahe küla) — село в Естонії, у волості Пейпсіяере повіту Тартумаа.

## Населення
Чисельність населення на 31 грудня 2011 року становила 1 особу.

## Географія
Село лежить на берегах Чудського озера та озера Лагепера.
Через населений пункт проходить автошлях 22242 (Алатсківі — Варнья).

## Історія
До 23 жовтня 2017 року село входило до складу волості Алатсківі.